# ظاهرة ماركوس غان
ظاهرة ماركوس غان هي حالة جسمية سائدة ذات نفوذية غير كاملة، إذ يعاني الرضع من اهتزازات منتظمة تصاعدية في جفنهم العلوي. توصف هذه الحالة بأنها اضطراب حركي: عندما تتحرك عضلتان (أو أكثر) لهما تعصيب مستقل بشكل متزامن أو منسق.
تحدث الأمثلة الفسيولوجية الشائعة للتشابك أثناء حركات العين أو المص أو المضغ أو المترافقة. هناك أيضًا العديد من الاضطرابات الحركية للأعصاب القحفية، سواء المكتسبة أو الخلقية. ماركوس غان هو مثال على الحركية المرضية الخلقية.
وصفت هذه الحالة لأول مرة من قبل طبيب العيون ماركوس غان في عام 1883، تظهر هذه الحالة في حوالي 5% من الولدان المصابين بتدلي الجفون الخلقي. ارتبطت هذه الحالة بالغمش (في 54% من الحالات)، وتباين الانكسار (26%)، والحول (56%).

## مقدمة

### الآثار السلوكية والاجتماعية
على الرغم من أن العلاج قد يكون غير ضروري، لكن يوجد آثار اجتماعية غالبًا، خاصة عند الأطفال الصغار عند الانتقال من بيئة منزلية داعمة إلى بيئة عامة (على سبيل المثال، بدء المدرسة). يُفضّل دعم الطفل نفسيًا، بما في ذلك مراقبة السلوك وتثقيف الطفل حول مظهره مثلما يراه الآخرون. الانسحاب التدريجي أو المفاجئ من التفاعل مع الآخرين هو علامة قد تكون مرتبطة أو غير مرتبطة بمثل هذا السلوك. تٌجرى الآن دراسات لتوضيح هذه الآثار.

## الفيزيولوجيا المرضية
افتُرض أن الاضطراب الحركي ناتج عن تلف نواة العصب القحفي، الناجم عن إصابة العصب المحيطي وأن هذه الآفة النووية تطلق آليات عصبية قديمة تطوريًا، تميل لإطلاق حركات معينة تظهر على شكل ردود الفعل البدائية.
ماركوس غان، أو غمز الفك هو زيادة تقلص فيزيولوجي مشترك لعدة عضلات ضعيف للغاية يحدث بشكل ثانوي بسبب آفة خلقية في جذع الدماغ. يؤدي تحفيز العصب ثلاثي التوائم عن طريق انقباض عضلات الفك الجناحية إلى إثارة فرع العصب الحركي للعين الذي يغذي العصب الرافع الجفني العلوي (على نفس الجانب من الوجه)، وبذلك سيعاني المريض من رجفة تصاعدية منتظمة في جفنه العلوي.
يوجد مجموعتان رئيسيتان من الاضطرابات الحركية المتعلقة بالعصب ثلاثي التوائم، الفرع المحرك العيني:
1) اضطراب حركية الجناحية الظاهرة هي عندما يرتفع الجفن يحدث:
- دفع الفك إلى الجانب المقابل (اضطراب الجناحية الظاهرة أحادي الجانب).
- دفع الفك للأمام (اضطراب الجناحية الظاهرة ثنائي الجانب).
- فتح الفم على نطاق واسع.

2) اضطراب حركية العضلة الجناحية الباطنة هي عندما يرتفع الجفن يحدث إطباق للأسنان.
اضطرابات العضلة الجناحية الظاهرة هي الأكثر شيوعًا.

## العلاج
عادة ما يكون العلاج غير ضروري. في الحالات الشديدة، يمكن استخدام الجراحة باستئصال ثنائي الجانب للعضلة الرافعة، وتعليق الحاجب الجبهي.

## ظاهرة ماركوس غان المعكوسة
ظاهرة ماركوس غان المعكوسة هي حالة نادرة تسبب انسدال الجفن عند فتح الفم. في هذه الحالة، يرتبط تعصيب ثلاثي التوائم لعضلات الفك الجناحية بتثبيط فرع العصب الحركي للعين، على عكس التحفيز عند غمز الفك في ظاهرة ماركوس غان.